# Diadelioides strandi
Diadelioides strandi är en skalbaggsart som beskrevs av Stefan von Breuning 1940. Diadelioides strandi ingår i släktet Diadelioides och familjen långhorningar. Inga underarter finns listade i Catalogue of Life.